# Овчинников, Алексей Михайлович
Алексе́й Миха́йлович Овчи́нников (род. 8 августа 1966) — российский дипломат. Чрезвычайный и полномочный посол (2024).

## Биография
Окончил восточное отделение факультета международных отношений Московского государственного института международных отношений (МГИМО) МИД СССР в 1989 году. Владеет английским и бирманским языками. На дипломатической работе с 1989 года.
В 2012—2015 годах — заместитель директора Департамента внешнеполитического планирования (курировал вопросы российского участия в «Группе восьми» и «БРИКС»).
С 1 сентября 2015 года — директор Департамента азиатского и тихоокеанского сотрудничества МИД России.

## Дипломатический ранг
- Чрезвычайный и полномочный посланник 2 класса (21 июля 2015)[1].
- Чрезвычайный и полномочный посланник 1 класса (10 июня 2017)[2].
- Чрезвычайный и полномочный посол (1 октября 2024)[3].

## Награды
- Орден Дружбы (10 февраля 2020) — за большой вклад в реализацию внешнеполитического курса Российской Федерации и многолетнюю добросовестную дипломатическую службу[4].
- Медаль ордена «За заслуги перед Отечеством» II степени (21 ноября 2015) — за большой вклад в реализацию внешнеполитического курса Российской Федерации и многолетнюю добросовестную работу[5].